# San Polo Case
San Polo Case è un quartiere di Brescia.

## Geografia fisica
Il quartiere occupa un'area pianeggiante al cui centro è posta l'originaria località di San Polo, detta "San Polo vecchio" per distinguerla dalle edificazioni sorte negli anni Settanta e Ottanta nella zona rurale a sud della ferrovia Milano-Venezia. I confini sono delimitati: a nord, dalla Tangenziale Sud di Brescia e da via della Maggia; a est, dal quartiere Sanpolino; a sud, dal quartiere Buffalora-Bettole e dai comuni di Borgosatollo e di San Zeno Naviglio; a est; da via della Volta, a eccezione dello stabilimento siderurgico Gnutti, che ne è escluso. 
Il territorio è attraversato dal torrente Garza e dal canale Naviglio. Nella sua area sorge il lago Gerolotto del Parco della cave cittadino.

## Origine del nome
Il toponimo deriva dalla contrazione di San Paolo, a cui è dedicata la chiesa parrocchiale del vecchio quartiere, e dalla località "Case", che sorgeva nei pressi. Con l'edificazione del villaggio "La Famiglia", alla fine degli anni Sessanta, le due aree risultano unite.

## Storia
Il quartiere di San Polo Case nacque dalla necessità di suddividere San Polo, che aveva dimensioni ragguardevoli con i suoi 21 000 abitanti, in quattro più piccoli.
Il 14 ottobre 2014 si tennero le prime elezioni del consiglio di quartiere.

## Società

### Religione
La chiesa parrocchiale del quartiere è dedicata alla Conversione di San Paolo e appartiene alla Diocesi di Brescia.

### Istituzioni, enti e associazioni
Ai confini con il vicino comune di San Zeno Naviglio, ma in territorio del quartiere di San Polo Case, ha sede la sezione bresciana dell'AVIS. Nei pressi della chiesa parrocchiale, è presente la sede locale dell'ANSPI.

## Economia
Nel territorio di San Polo Case si trova l'industria siderurgica dell'«Alfa Acciai».

## Infrastrutture e trasporti
San Polo Case è attraversato sia dalla Tangenziale Sud di Brescia, con le uscite 7 "San Polo" e 8 "Brescia Centro", che dall'autostrada A4, con l'uscita "Brescia Centro".
È servito dalla linea 9 (Villaggio Violino - Buffalora) della rete di trasporti urbani della città.